# Valérie Knoll
Valérie Knoll (* 1978 in Basel) ist Kuratorin und seit 2023 Direktorin des Kölnischen Kunstvereins.

## Leben
Nach dem Studium der Kunstgeschichte und der Literaturwissenschaften in Basel und Wien schrieb Valérie Knoll als Korrespondentin für das New Yorker Magazin Artforum. Von 2010 bis 2015 leitete sie zunächst gemeinsam mit Hannes Loichinger, später mit Stefanie Kleefeld die Halle für Kunst in Lüneburg. Sie kuratierte während dieser Zeit Einzelausstellungen, Gruppenausstellungen und Projekte mit u. a. daran beteiligten Künstlern Michael Krebber, Merlin Carpenter, Amelie von Wulffen, Loretta Fahrenholz, Nina Könnemann, Karen Kilimnik, Marc Camille Chaimowicz, Wolfgang Breuer, Tobias Kaspar, Vittorio Brodmann, Megan Francis Sullivan, Paul Thek, Adam Linder, John Dogg, Kerstin Cmelka, Alexander Hempel, Art Club 2000.
2015 wurde Knoll als erste weibliche Direktorin der Kunsthalle Bern berufen. Dort kuratierte sie seitdem Einzel- und Gruppenausstellungen mit u. a. Verena Dengler, Michael Krebber, Megan Francis Sullivan, Vittorio Brodmann, Ull Hohn, Wolfgang Breuer, Cosima von Bonin, Stefan Burger, Merlin Carpenter, John Armleder, Bianca Baldi, Anita Leisz, Park McArthur, Tom Burr, Manuel Burgener, Edit Oderbolz, Magali Reus, Amelie von Wulffen, Lutz Bacher, Heimo Zobernig, Vaclav Pozarek, Vern Blosum, Joseph Zehrer, Leidy Churchman, Michaela Eichwald, Julie Verhoeven, Danny McDonald, Bernadette Corporation, Jacqueline de Jong, Chris Kraus, Josef Strau, Annette Wehrmann.
Im April 2022 übergab sie ihre Stelle als Direktorin der Kunsthalle Bern an Kabelo Malatsie. Seit Juli 2023 hat Knoll die Leitung des Kölnischen Kunstvereins inne. Ihre Vorgängerin war Nikola Dietrich.

## Veröffentlichungen (Auswahl)
- mit Hannes Loichinger, Magnus Schäfer als Hrsg.: Dealing with – Some Texts, Images, and Thoughts Related to American Fine Arts, Co. Sternberg Press, 2012.
- mit Hannes Loichinger als Hrsg.: Tobias Kaspar: Bodies in the Backdrop. Verlag der Buchhandlung Walther König, 2012.
- als Hrsg.: Megan Francis Sullivan: The Bathers (Inverted). Roma Publications, 2017.
- mit Kunsthalle Bern als Hrsg.: Merlin Carpenter: Midcareer Paintings. Sternberg Press, 2016.
- mit Kunsthalle Bern, Fundação de Serralves als Hrsg.: Michael Krebber: The Living Wedge. Part I + II. König Books, 2017.
- mit Hannes Loichinger als Hrsg.: Elisabeth Lebovici: Philippe Thomas’ Name. Sternberg Press, 2018.